# Pegesimallus videns
Pegesimallus videns là một loài ruồi trong họ Asilidae. Pegesimallus videns được Walker miêu tả năm 1851.